# BMW X5
BMW X5 - середньорозмірний кросовер від компанії BMW що дебютував як модель E53 наприкінці 1999 року, і являвся першим SUV від BMW. Станом на 2025 рік, випущено 4 покоління BMW X5.
1. E53 (1999 — 2006)
2. E70 (2006 — 2013)
3. F15 (2013 — 2018)
4. G05 (з 2018)

Свою лінійку кросоверів BMW офіційно називає SAV (Sports Activity Vehicle), для підкреслення динамічних характеристик незважаючи на великі габарити. Випуск X5 ознаменував відхід від традиційної рамної конструкції на користь сучаснішої несучої конструкції кузова (монокок). Хоча Mercedes-Benz M-Class з’явився більш ніж за рік до X5, саме X5 став першим SUV з монококовою конструкцією. M-Class використовував рамну конструкцію аж до свого другого покоління.
Основне виробництво X5 відбувається у Північній Америці, на заводі BMW Group у Спартанбурзі. Збірка відбувається також в Індії, Індонезії, Малайзії та Таїланді. Для російського ринку, до початку повномасштабного вторгнення росії в Україну, випуком моделі також займалась компанія Avtotor.
Лінійка SAV від BMW, започаткована моделлю X5, згодом розширилася за рахунок похідних моделей інших серій BMW. Спочатку у 2003 році з випуску X3, а в 2008 році було представлено X6, який поділяє платформу з X5.

## Перше покоління (E53, 1999—2006)
BMW X5 першого покоління випускався з 1999 по 2006. У 2003 автомобіль отримав рестайлінг. В основі E53 лежить платформа седану 5-ї серії E39. Попри те що компанія BMW  володіла з середини 1990-х років групої Rover, існує хибна думка що перший X5 був створений на базі Range Rover L322. Проте BMW X5 E53 було розроблено переважно на базі власних інженерних рішень BMW.
Дизайн X5 E53 розробив Френк Стівенсон. Весь процес — від початкової концепції до повнорозмірного прототипу — тривав лише шість тижнів.
X5 має несучий кузов і незалежну підвіску всіх коліс. Однак відсутність понижувальної передачі та орієнтоване на дорожні характеристики поєднання двигуна і трансмісії роблять його малопридатним для екстремального бездоріжжя.

### Рестайлінг 2003
У вересні 2003 року, майже одночасно з дебютом виготовленого в Австрії BMW X3, модель X5 отримала рестайлінг.
Пропонувались задньо і повнопривідні (xDrive) версії. До представлення xDrive в рестайловій моделі, пропорція розподілення тяги в дорестайлі 38:62 (передня:задня вісь). Електроніка регулювала тягу, гальмуючи буксуючі колеса, щоб передавати більше крутного моменту на колеса з кращим зчепленням. Після рестайлу і впровадженню xDrive, розподіл тяги по замовчуванню становив 40:60 (перед:зад), і змінювався електронікою в реальному часі.
Розміри коліс:
- 17" (235/65 R17)
- 18" (255/55 R18)
- 19" (255/50 R19)
- 20" різношрокі (275/40 R20 спереду та 315/35 R20 ззаду) - після 2003р.

Міжосьовий диференціал Torsen встановлювався тільки в до рестайловій моделі, а багатодискова муфта xDrive у всіх наступних генераціях.
Автомобіль оснащувався 5-ти та 6-ступеневими механічними або автоматичними КПП.
АКПП що працювали з V8 - надійними не вважаються.
Автоматичні КПП:
- ZF 5HP24 - (V8 4.4i та 4.6is)
- ZF 5HP19 - (3.0i та 3.0d)
- ZF 6HP26 - (4.4i (N62), 4.8is та 3.0d), після рестайлу

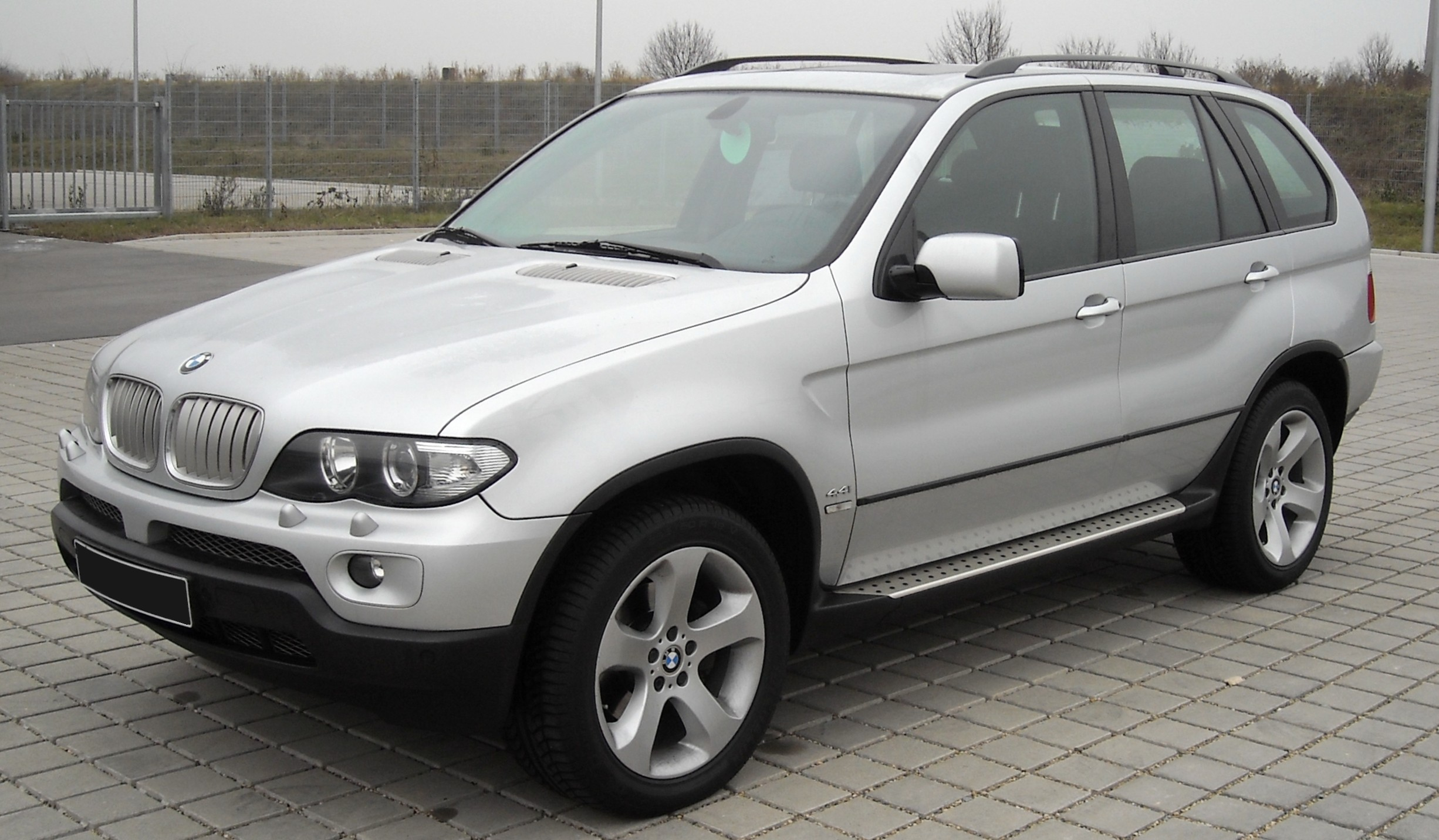
BMW X5 (2003–2006)
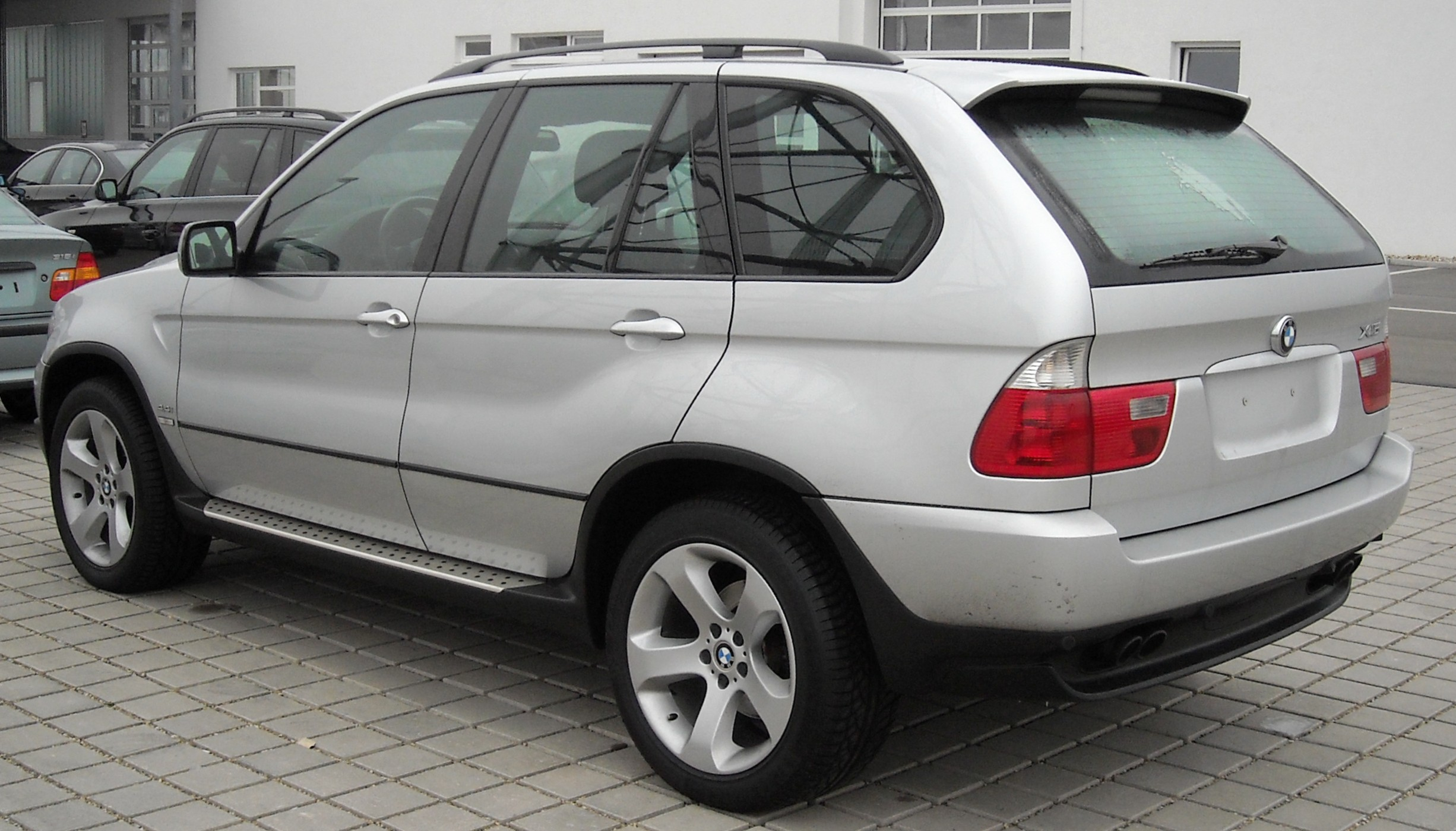
BMW X5 (2003–2006)
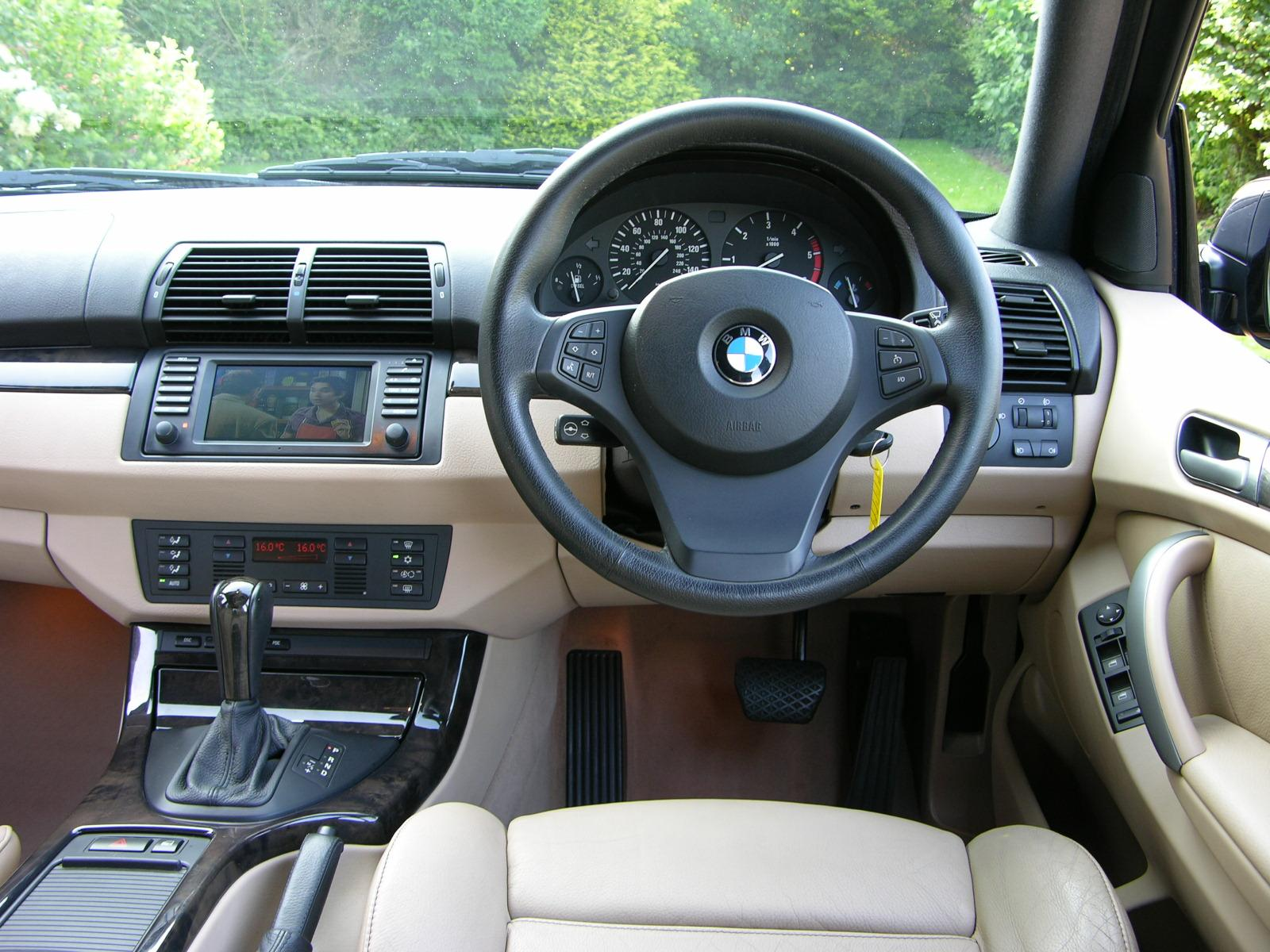
Interior
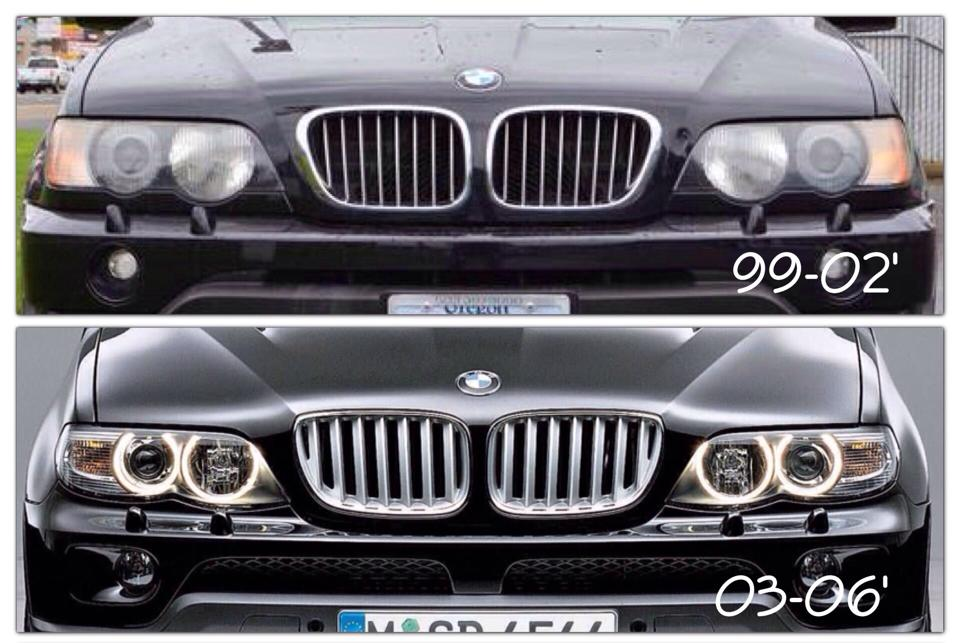
BMW X5 E53 до і після рестайлу

Двигуни 3.0i (M54) вважаються найнадійнішими. 4.4i та 4.8is – менш надійні та вимагають ретельного обслуговування.

### Двигуни
| Модель | Код      | Об'єм (см³) | Циліндрів | Паливо | Потужність               | Крутний момент       | vmax                | Розгін (0–100 km/h) | Період випуску  |
| ------ | -------- | ----------- | --------- | ------ | ------------------------ | -------------------- | ------------------- | ------------------- | --------------- |
| 3.0i   | M54B30   | 2979 cm³    | R6        | Бензин | 170 kW (231 PS) 5900/min | 300 Nm 3500/min      | 202 km/h (215 km/h) | 8,5 s               | 05/2000–09/2006 |
| 4.4i   | M62B44TU | 4398 cm³    | V8        | Бензин | 210 kW (286 PS) 5400/min | 440 Nm 3600/min      | 206 km/h (230 km/h) | 7,5 s               | 05/2000–09/2003 |
| 4.4i   | N62B44   | 4398 cm³    | V8        | Бензин | 235 kW (320 PS) 6100/min | 440 Nm 3700/min      | 210 km/h (240 km/h) | 7,0 s               | 10/2003–09/2006 |
| 4.6is  | M62B46   | 4619 cm³    | V8        | Бензин | 255 kW (347 PS) 5700/min | 480 Nm 3700/min      | 240 km/h            | 6,5 s               | 02/2002–07/2003 |
| 4.8is  | N62B48   | 4799 cm³    | V8        | Бензин | 265 kW (360 PS) 6200/min | 500 Nm 3500/min      | 246 km/h            | 6,1 s               | 04/2004–09/2006 |
| 3.0d   | M57D30   | 2926 cm³    | R6        | Дизель | 135 kW (184 PS) 4000/min | 410 Nm 2000–3000/min | 200 km/h            | 10,1 s              | 04/2001–09/2003 |
| 3.0d   | M57D30TU | 2993 cm³    | R6        | Дизель | 160 kW (218 PS) 4000/min | 500 Nm 2000–2750/min | 210 km/h            | 8,3 s               | 10/2003–09/2006 |

## Друге покоління (E70, 2006—2013)

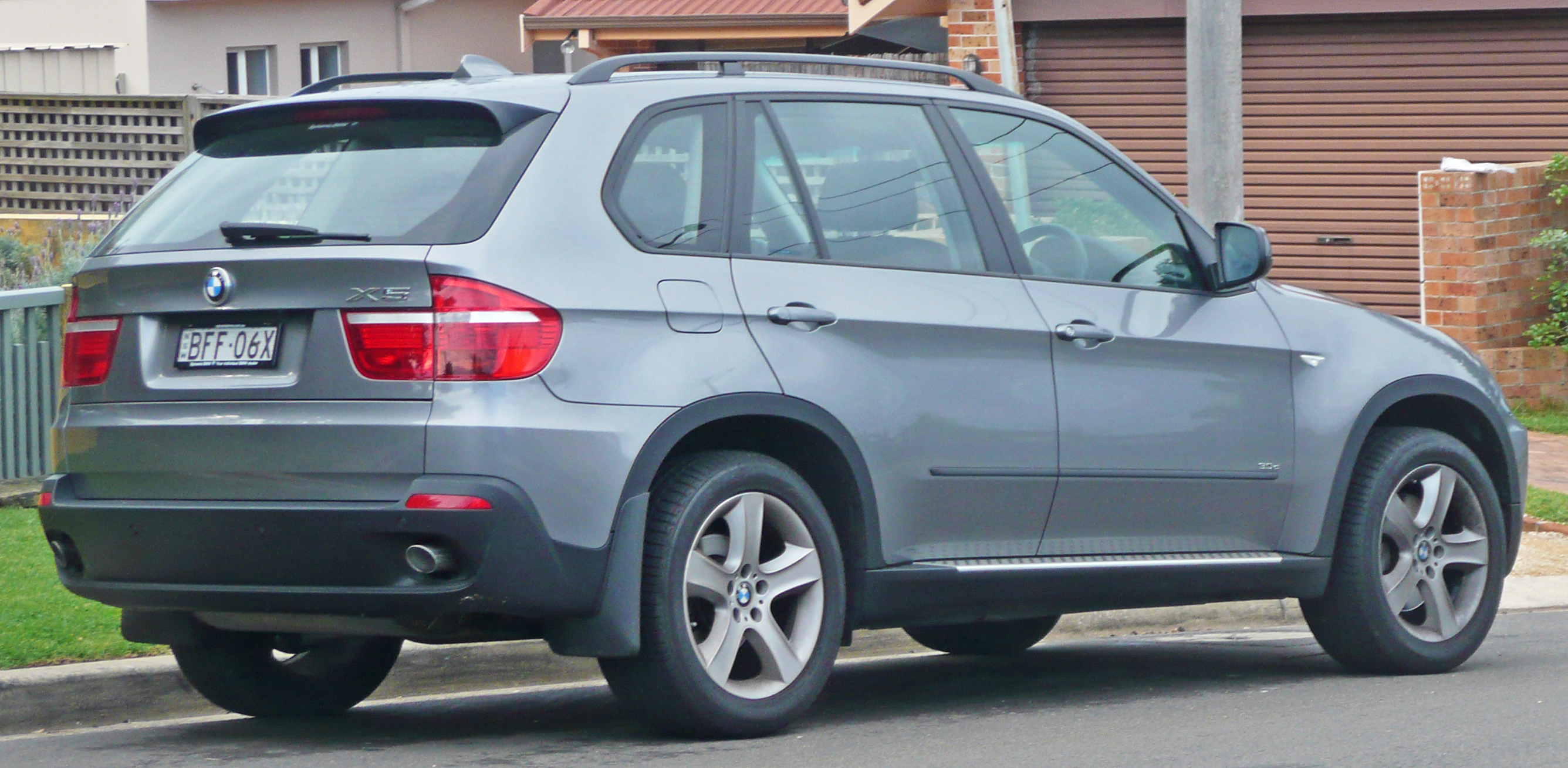
BMW X5 (2006—2010)

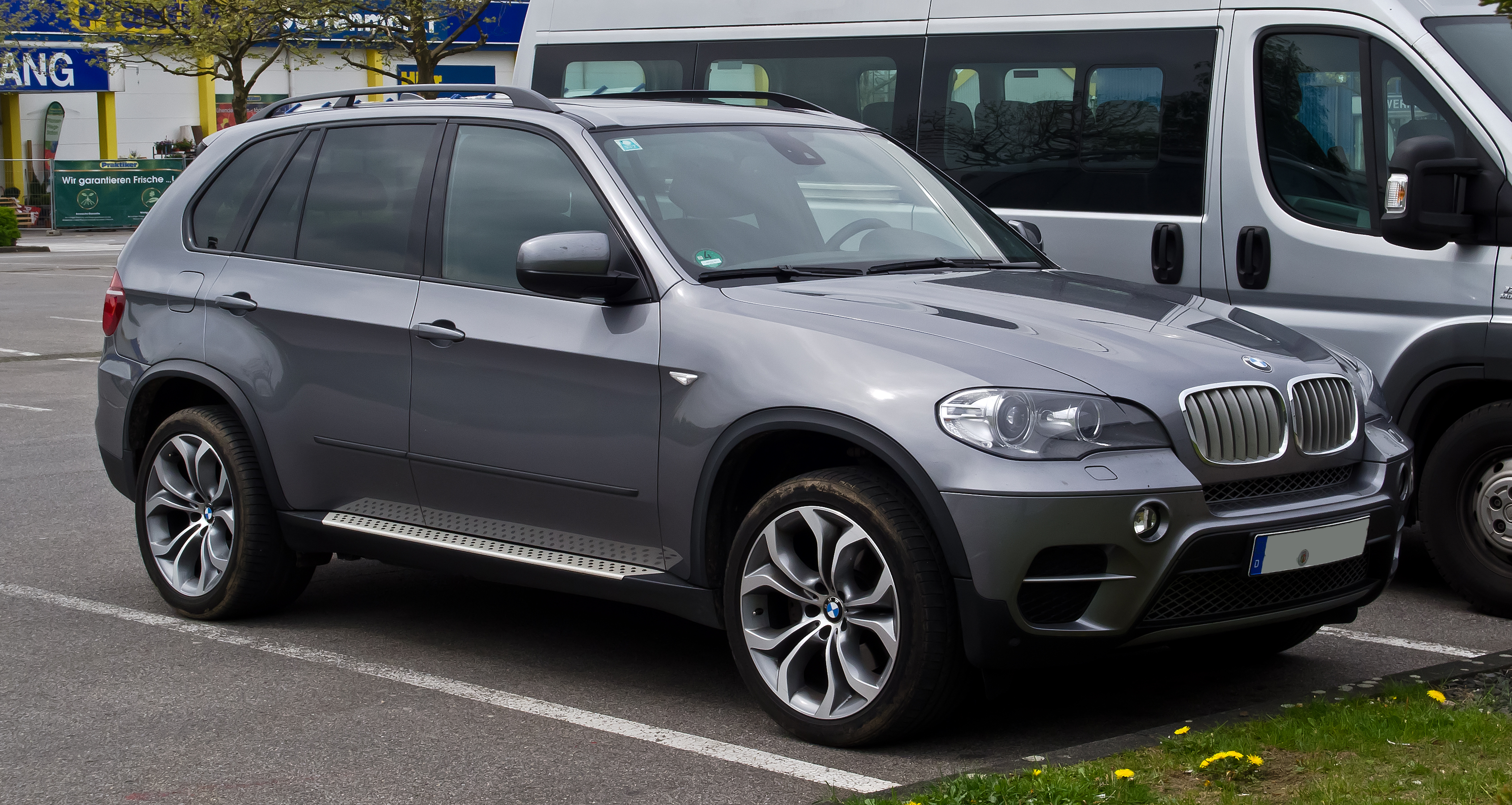
BMW X5 (2010—2013)

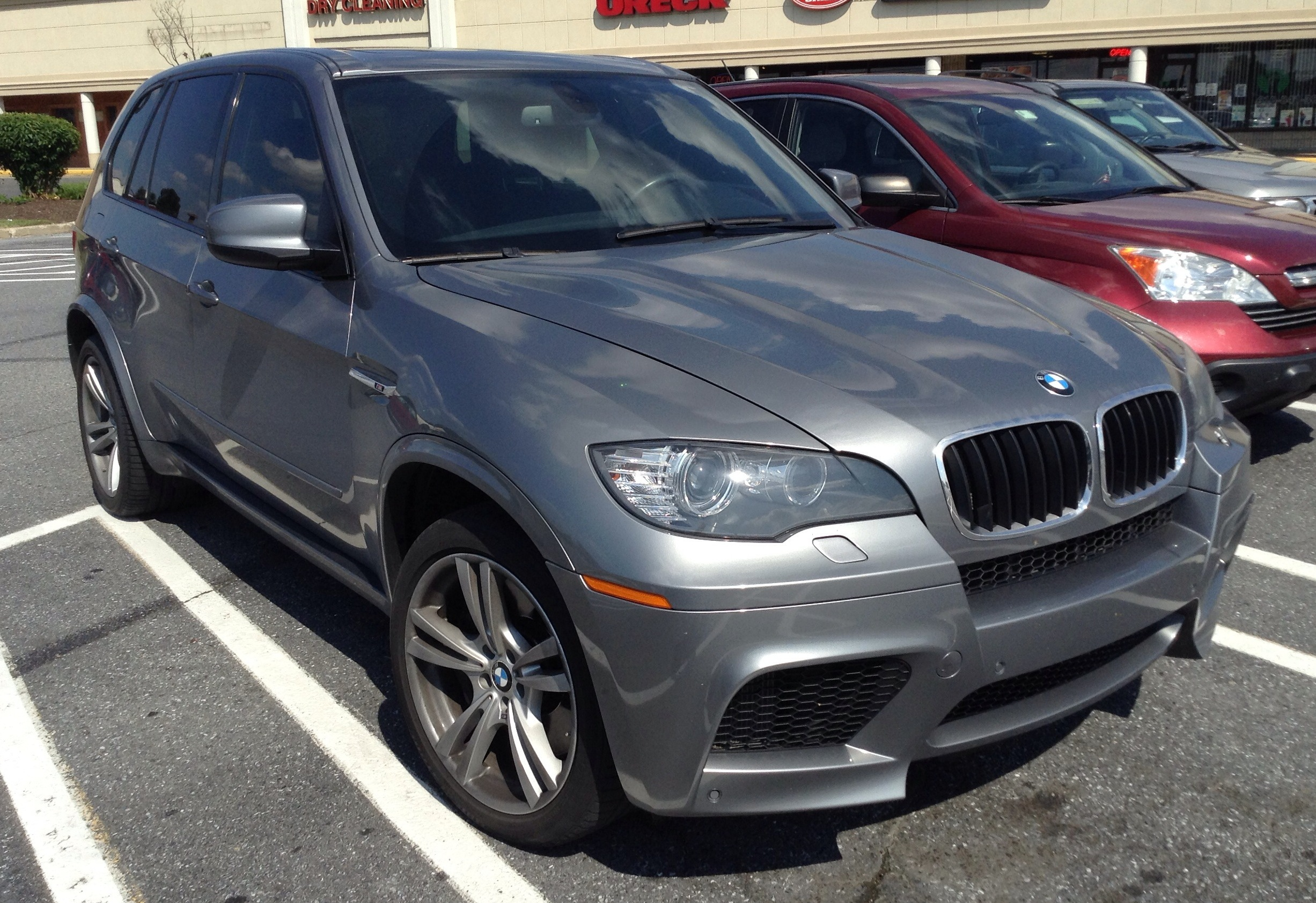
BMW X5M

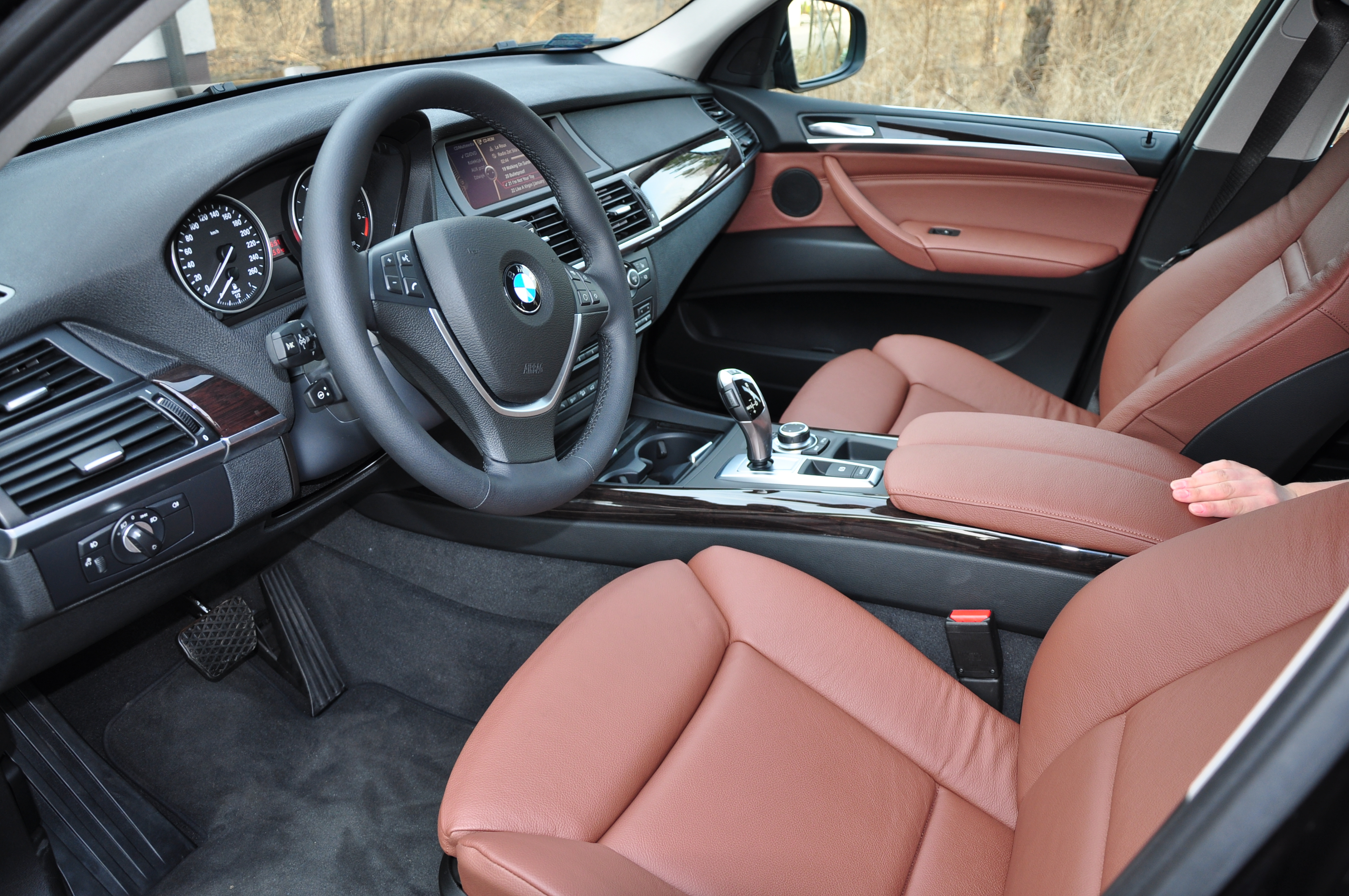
BMW X5

Друге покоління BMW X5 з кузовом BMW E70 випускається з 2006 року.
Перехід у 2006 році на новий кузов E70 в черговий раз привів до оновлення моторного ряду. Сучасна гамма двигунів — два турбодизелі 231 к.с. і 286 к.с. та бензинові: 3,0 л рядна шестірка потужністю 272 к.с. і 4,8 л вісімка потужністю 355 к.с. Остання розганяє X5 від 0 до 100 за 6,5 секунд.
На прохання американських водіїв, місць в автомобілі стало сім. Не зважаючи на це, довжина машини не дуже збільшилася. Модель з мотором на 4,8 літра йде в комплекті із спорт-пакетом, що додає автомобілю велику схожість з істинно спортивною машиною.
Влітку 2009 року був представлений BMW X5 M з передньою частиною від BMW X6. Машина здатна розігнатися від 0 до 100 кілометрів всього за 4,7 секунди. Максимальна швидкість — 250 км/год. Х5 М обладнаний 8-ма циліндрами, 6-ступеневою коробкою передач серії М, системою xDrive, системою Adaptive Drive та Dynamic Performance Control.
Восени 2009 року виготовлено обмежену серію BMW X5 Edition 10 в кількості 500 автомобілів.

### Фейсліфтинг 2010
6 червня 2010 року BMW X5 модернізували. Були внесені зміни в зовнішній вигляд автомобіля.
Лінійка двигунів була повністю перероблена, де особливо варто відзначити новий рядний шестициліндровий дизельний двигун. Крім того, 6-ступінчаста автоматична коробка передач була замінена автоматичною коробкою передач з 8 передачами.
Крім того, були введені кілька систем допомоги водієві, такі як інформація Speed Limit, активний круїз-контроль і та ін.

### Двигуни
Бензинові:
- 3.0 л N52 I6 272 к.с. 315 Нм
- 3.0 л N55 I6 306 к.с. 400 Нм
- 4.8 л N62 V8 355 к.с. 475 Нм
- 4.4 л N63 V8 408 к.с. 600 Нм
- 4.4 л S63 V8 555 к.с. 680 Нм

Дизельні:
- 3.0 л M57 I6 235 к.с. 520 Нм
- 3.0 л N57 I6 245 к.с. 540 Нм
- 3.0 л M57 I6 286 к.с. 580 Нм
- 3.0 л N57 I6 306 к.с. 600 Нм
- 3.0 л N57 I6 381 к.с. 740 Нм

## Третє покоління (F15, 2013—2018)

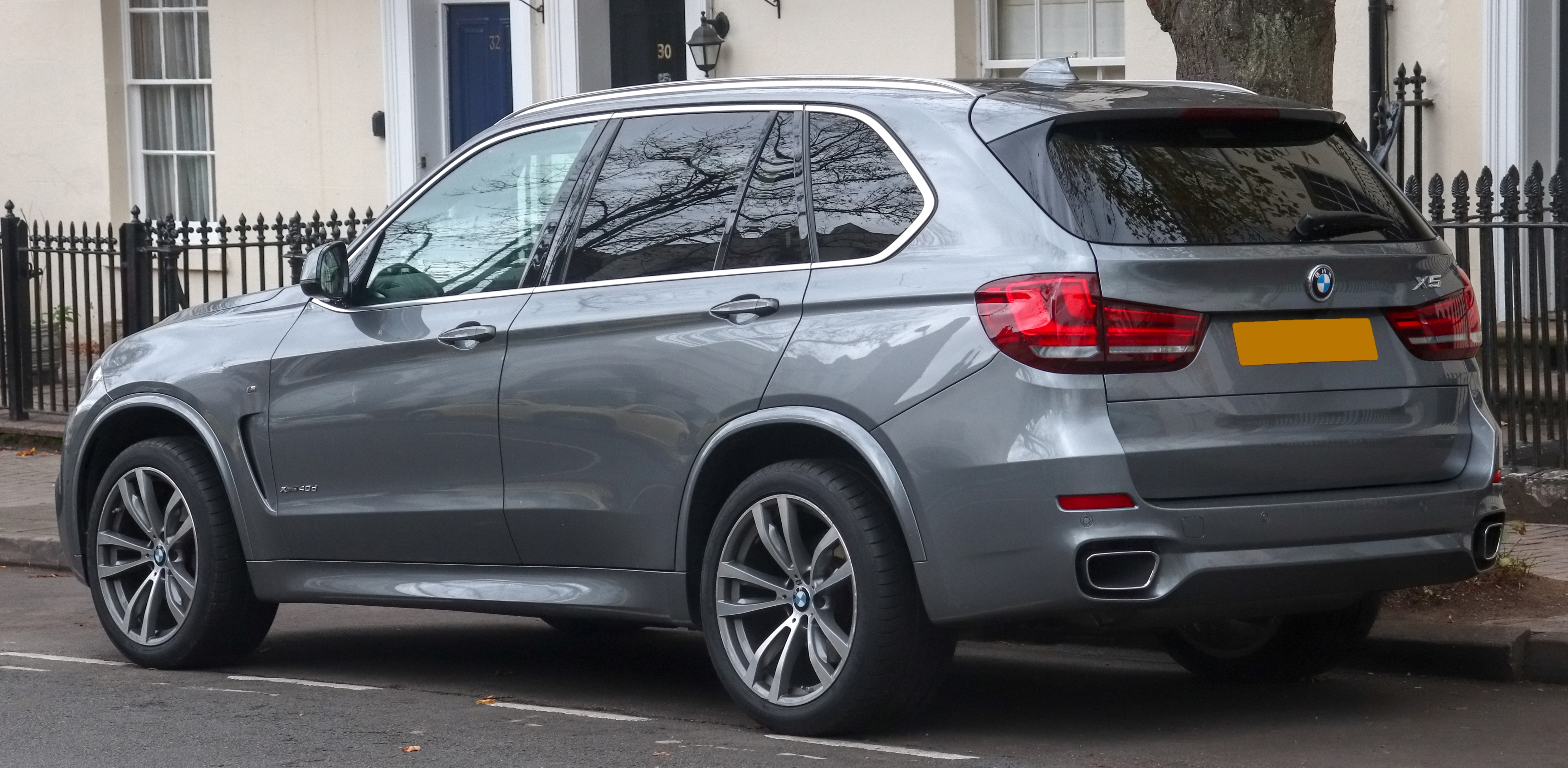
BMW X5 xDrive40d M Sport (F15)

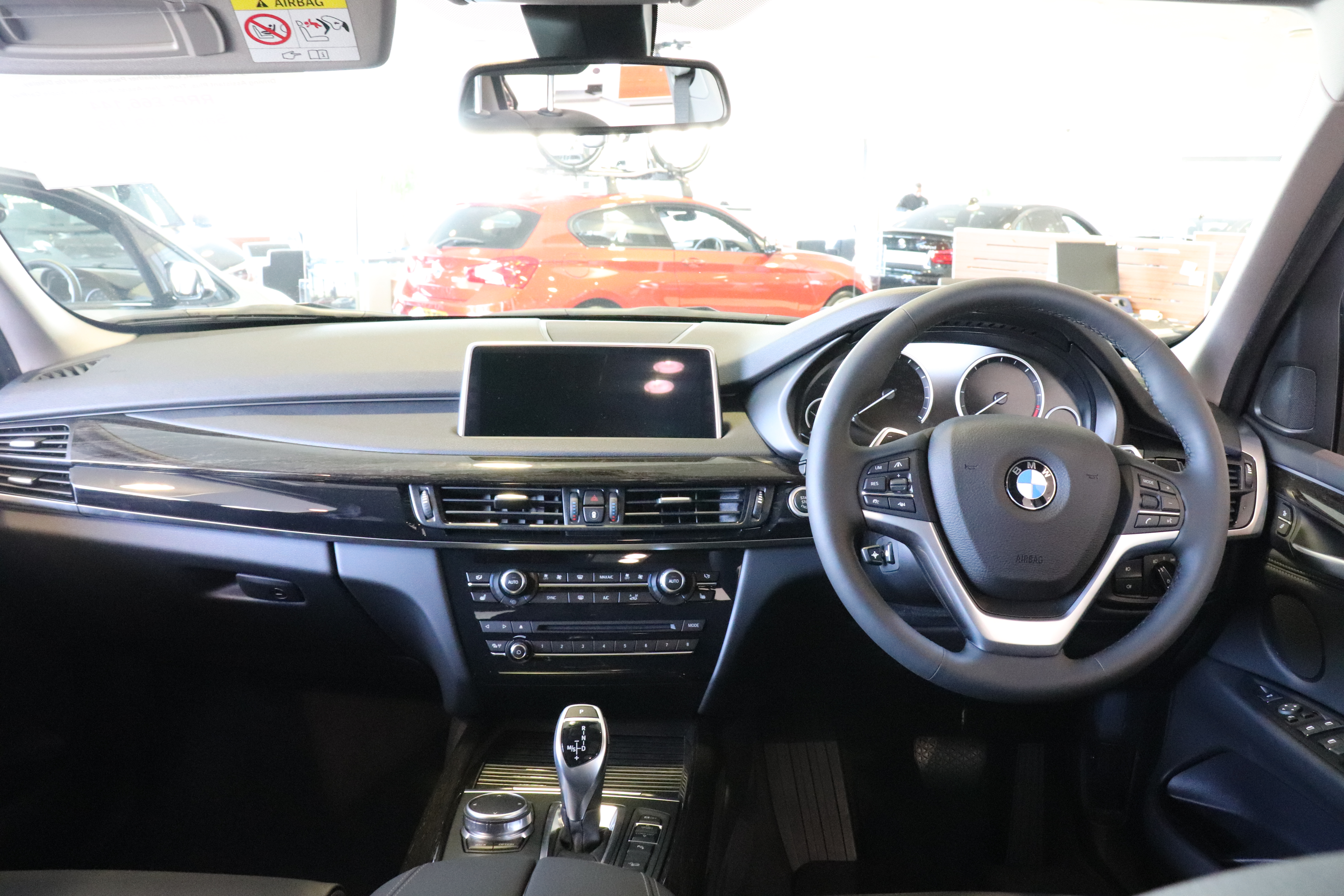
Салон BMW X5 xDrive30d (F15)

Третє покоління BMW X5 (заводський індекс F15) дебютував в другій половині 2013 року. Новий BMW X5 став легшим на 100—150 кг від попередника, а лінійка двигунів складається з турбодизелів 2.0 л (218 к.с.) і 3.0 л (258, 313 і 381 к.с.), а також з бензинових «турбошістки» 3.0 л і «бітурбовісімки» 4.4 л з 306 і 450 к.с. відповідно. Також клієнти отримали гібридну 313-сильну модифікацію і варіант X5 M з 580-сильним двохнаддувним двигуном V8.
У 2016 році оновлень зазнав дизайн BMW Х5, що стало результатом більш легкої та приємної їзди. Салон цієї моделі став більш шикарним, надійним і тихим. До того ж він ще й оснащений новітніми електронними технологіями. Оздоблення і внутрішній дизайн автомобіля також бездоганні. У BMW X5 2016 є три варіанти двигуна: 3-х літровий подвійний турбований двигун з шістьма циліндрами і 300 кінськими силами, 3-х літровий дизельний двигун з турбонаддувом шістьма циліндрами і 255 кінськими силами, 4,4-х літровий подвійний турбований двигун V8 з потужністю 445 кінських сил. Кожен з них йде з восьмиступінчастою автоматичною коробкою передач. Тільки базовий шестициліндровий двигун, який охрестили xDrive, доступний із заднім приводом. Повний привід (xDrive) — доступна опція для шестицилиндрового двигуна і входить в базову комплектацію як з дизельним двигуном, так і з V8.

### БМВ Х5 xDrive 40e

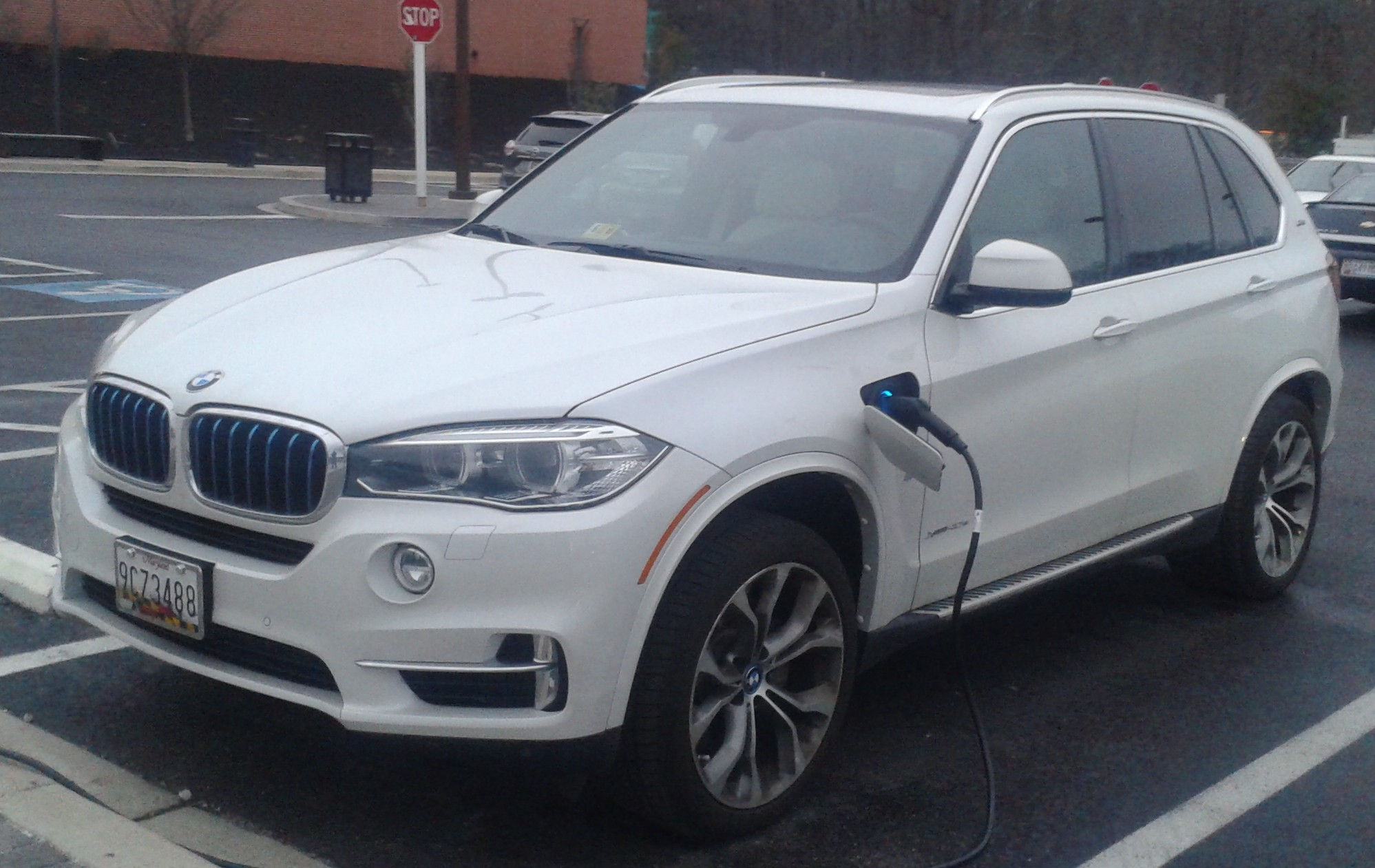
BMW X5 xDrive 40e

У серпні 2015 року компанія оголосила про гібридну версію автомобіля — X5 eDrive з бензиновим двигуном 2,0 л і електродвигуном сумарною потужністю 313 к.с. і крутним моментом 450 Н•м, яка може проїхати на акумуляторах 18 км, а максимальна швидкість становитиме 120 км/год. Вона була показана на Франкфуртському автосалоні. Заявлена середня витрата палива BMW X5 xDrive40e — 3,8 л/100 км, розгін до 100 км/год — 6,8 секунд.

### БМВ Х5 М

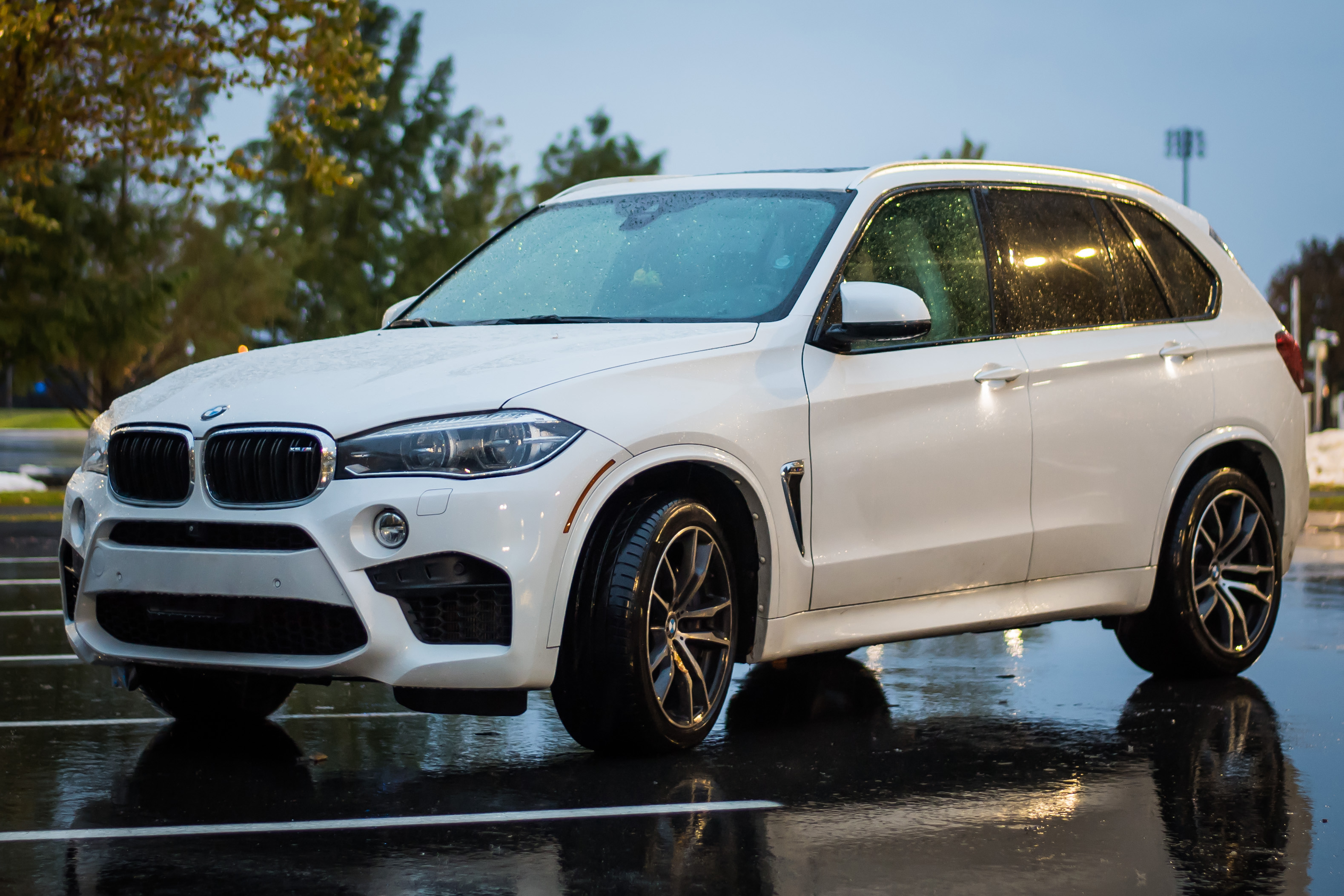
BMW X5M

BMW X5 M вважався найшвидшим позашляховиком у світі на момент випуску, але Porsche Cayenne, Bentley Bentayga, Lamborghini Urus та Jeep Gran Cherokee Trackhawk, скинули його з п'єдесталу першості. Автомобіль оснащується двигуном 4,4 л V8 з подвійним турбонаддувом потужністю 575 к.с., крутним моментом 750 Нм. Для стабілізації ходу, автомобіль був оснащений адаптивною підвіскою, яку можна налаштувати відповідно до режимів Comfort, Sport і Sport+. Навіть у режимі Comfort зберігається гострота реакції та відмінний контроль рухів автомобіля. Зрозуміло, що у режимах Sport і Sport+ гострота реакції подвоїться, якщо не потроїться. Рульове управління зберігає свій відмінний зворотний зв'язок, але отримує трохи ваги для більшої концентрації.  Як і передбачалось, база у цього автомобіля дуже хороша, адже навіть найпростіші моделі постачаються з: чотиризонним клімат-контролем, шкіряними сидіннями з декількома режимами налаштування та пам'яттю на декілька останніх позицій, світлодіодною підсвіткою, неконтактним електронним ключем, кнопковим запалюванням, люком з електроприводом, кольоровим дисплеєм на лобовому склі, світлодіодними фронтальними фарами, спортивним кермом, інструментальною панеллю М, бортовим комп'ютером та 21-дюймовими литими дисками коліс. Сумувати у салоні водієві та його пасажирам не дадуть: 10.25-дюймовий кольоровий дисплей з сенсорним контролером iDrive Touch, динаміки Harman/Kardon, FM/DVD/DAB+/USB, сполучення телефону та аудіо через Bluetooth, Інтернет браузер, пакет «ConnectedDrive Services» від BMW та система супутникової навігації. Про безпеку людей у салону подбають: шість подушок безпеки, антипробуксовочна система, система контролю стабільності, антиблокувальна гальмівна система з функцією допомоги при гальмуванні, система контролю тиску в шинах, натяжителі передніх пасків безпеки, система слідкування за розміткою, система допомоги руху по смузі, система моніторингу сліпих зон, передні та задні сенсори паркування та камера на 360. Навіть, якщо згадати про зовсім не малу вартість автомобіля, то зазначений перелік базових елементів комфорту та безпеки позбавить скептиків майже усіх запитань.

### Двигуни
| Модель    | Код двигуна | Об'єм     | Циліндри           | Потужність при об/хв                                | Крутний момент при об/хв      | Vмакс км/год | 0–100 км/год с | Витрата пального л/100 км | Викиди CO2 | Вага      | Роки виробництва |
| Бензинові | Бензинові   | Бензинові | Бензинові          | Бензинові                                           | Бензинові                     | Бензинові    | Бензинові      | Бензинові                 | Бензинові  | Бензинові | Бензинові        |
| --------- | ----------- | --------- | ------------------ | --------------------------------------------------- | ----------------------------- | ------------ | -------------- | ------------------------- | ---------- | --------- | ---------------- |
| xDrive35i | N55B30      | 2979 см³  | Р6                 | 225 kW (306 к.с.) при 5800–6400                     | 400 Нм при 1200–5000          | 235          | 6,5            | 8,5                       | 197 гр/км  | 2105 кг   | з 12/2013        |
| xDrive50i | N63B44      | 4395 см³  | V8                 | 330 kW (450 к.с.) при 5500–6000                     | 650 Нм при 2000–4500          | 250          | 5,0            | 10,4                      | 242 гр/км  | 2250 кг   | з 08/2013        |
| X5 M      | S63B44 (TU) | 4395 см³  | V8                 | 423 kW (575 к.с.) при 6000–6500                     | 750 Нм при 2200–5000          | 250          | 4,2            | 11,1                      | 258 гр/км  | 2350 кг   | з 03/2015        |
| Гібридний |             |           |                    |                                                     |                               |              |                |                           |            |           |                  |
| xDrive40e | N20B20      | 1997 см³  | Р4 + електродвигун | 180 kW (245 к.с.) при 5000–6000 + 83 кВт (113 к.с.) | 350 Нм при 1250–4800 + 250 Нм | 210          | 6,8            | 8,4                       | 178 гр/км  | 2305 кг   | з 08/2015        |
| Дизельні  |             |           |                    |                                                     |                               |              |                |                           |            |           |                  |
| sDrive25d | N47D20      | 1995 см³  | Р4                 | 160 kW (218 к.с.) при 4400                          | 450 Нм при 1500—2500          | 220          | 8,2            | 5,7                       | 149 гр/км  | 2070 кг   | з 12/2013        |
| xDrive25d | N47D20      | 1995 см³  | Р4                 | 160 kW (218 к.с.) при 4400                          | 450 Нм при 1500—2500          | 220          | 8,2            | 5,9                       | 154 гр/км  | 2115 кг   | з 12/2013        |
| xDrive30d | N57D30OL    | 2993 см³  | Р6                 | 190 kW (258 к.с.) при 4000                          | 560 Нм при 1500–3000          | 230          | 6,9            | 6,2                       | 162 гр/км  | 2145 кг   | з 08/2013        |
| xDrive40d | N57D30TOP   | 2993 см³  | Р6                 | 230 kW (313 к.с.) при 4400                          | 630 Нм при 1500—2500          | 236          | 5,9            | 6,3                       | 164 гр/км  | 2185 кг   | з 12/2013        |
| M50d      | N57D30S1    | 2993 см³  | Р6                 | 280 kW (381 к.с.) при 4000−4400                     | 740 Нм при 2000−3000          | 250          | 5,3            | 6,7                       | 177 гр/км  | 2265 кг   | з 08/2013        |

## Четверте покоління (G05, з 2018)

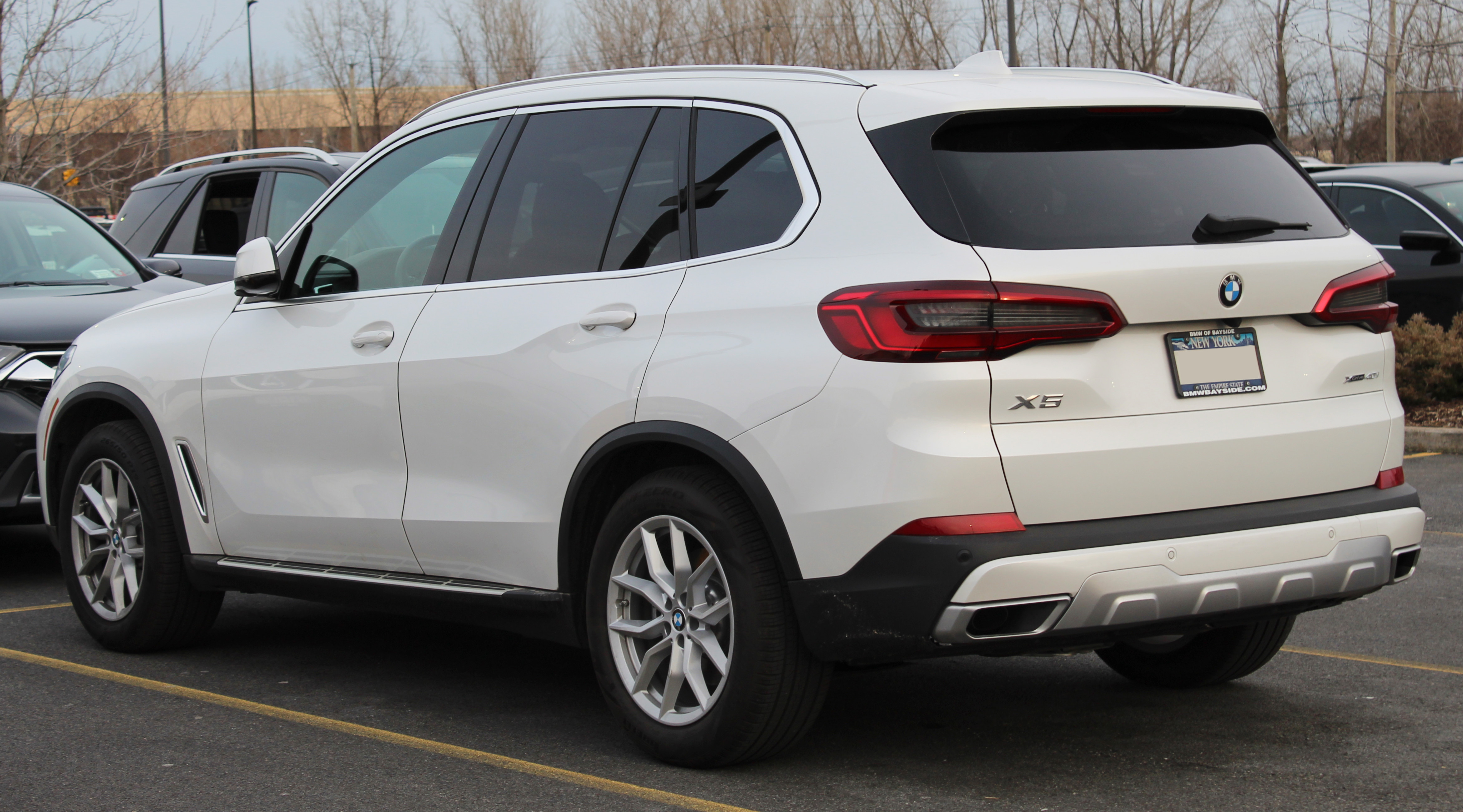
BMW X5 xDrive40i (G05)

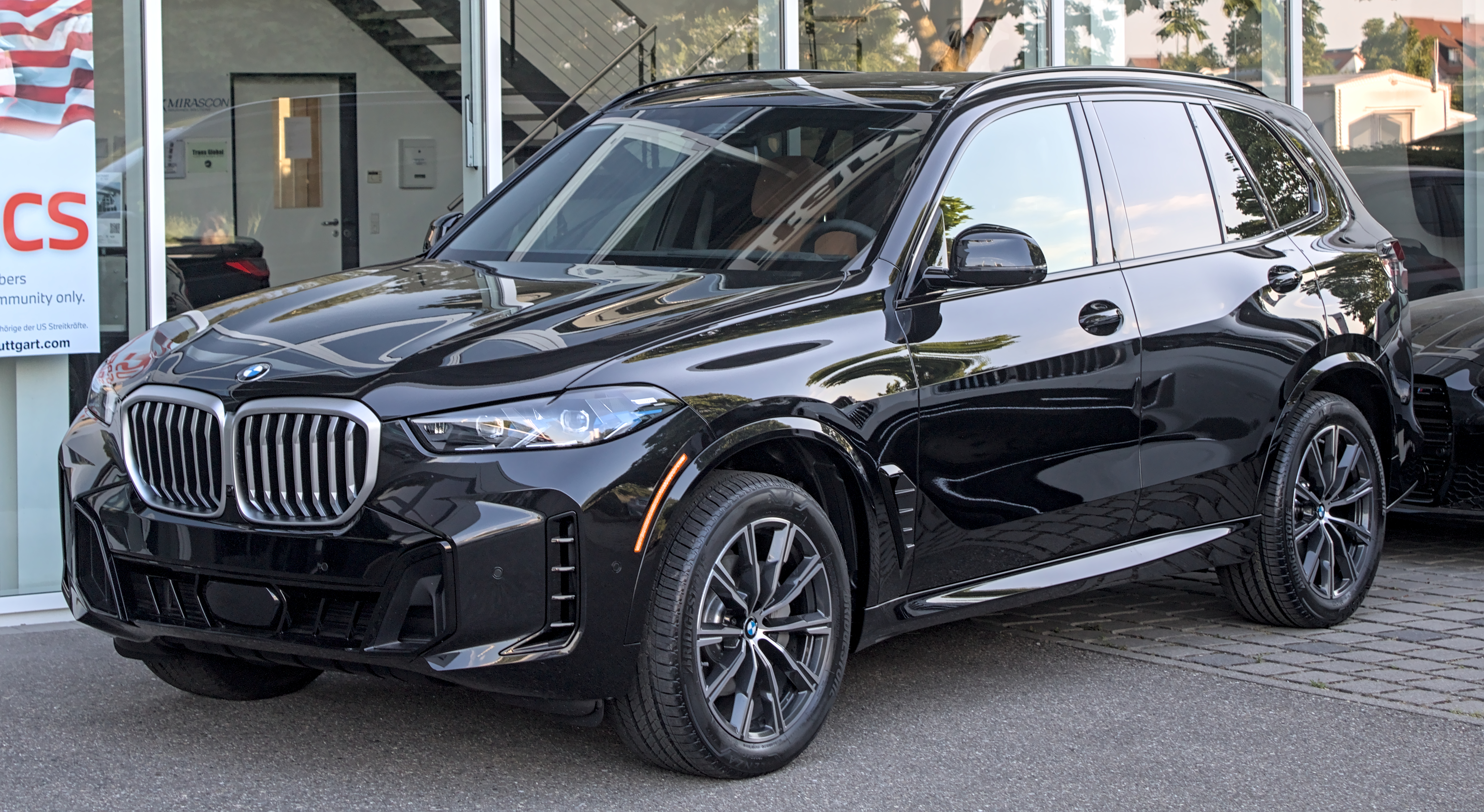
BMW X5 xDrive40i (G05, з 2023)

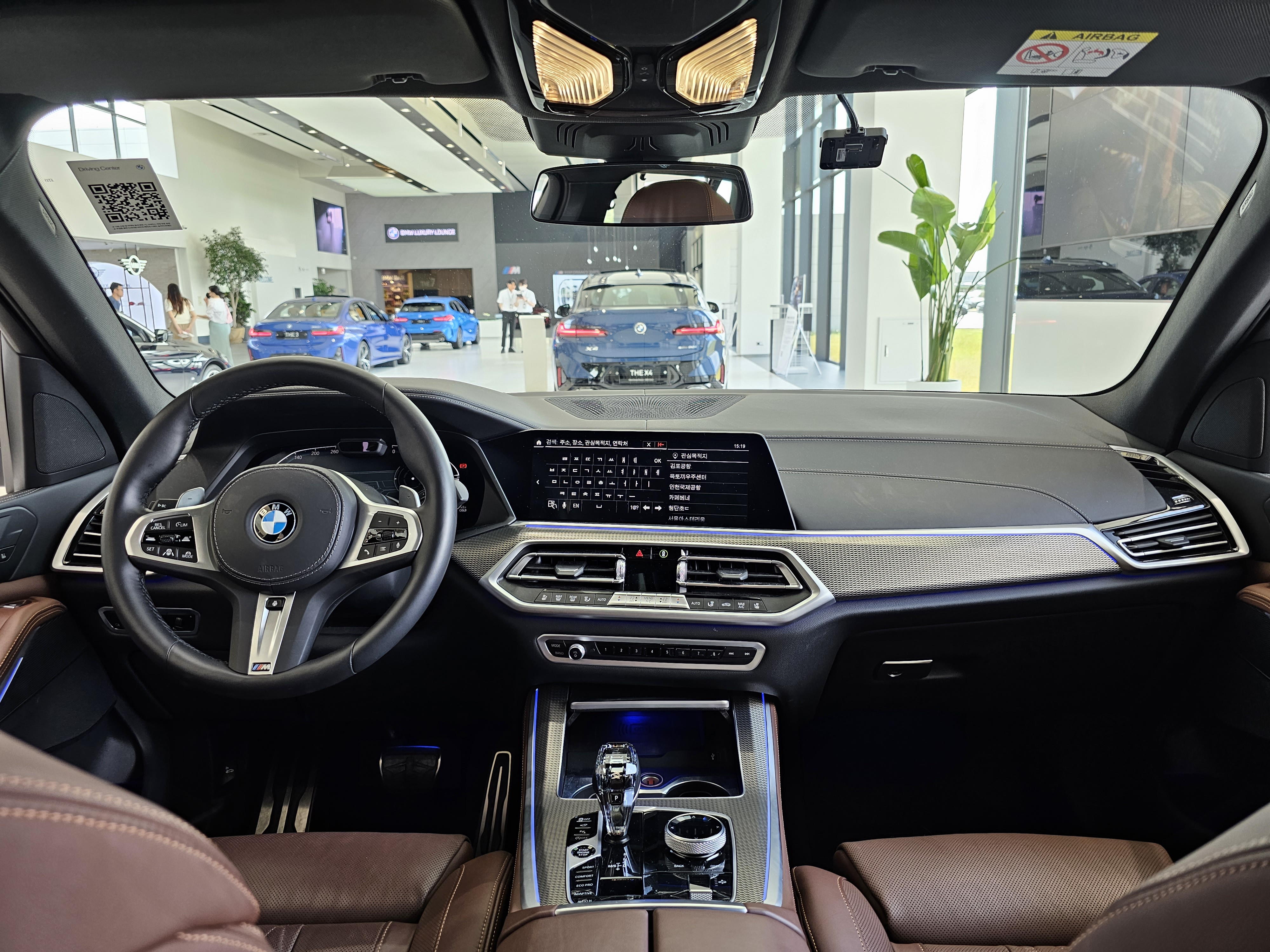
BMW X5 (G05)

Світова прем'єра нового «ікс-п'ятого» відбудеться на автосалоні в Парижі в жовтні 2018 року. На конвеєр підприємства в Південній Кароліні автомобіль стане в серпні-вересні. Старт продажів — взимку 2018 року.
Основа BMW X5 четвертого покоління — модульна платформа CLAR з двохважільною підвіскою спереду і багатоважільною ззаду. Крім пневмопружин на обох осях кросовер отримав рульове управління із змінним передавальним відношенням, електроннокеровані амортизатори, повнокероване шасі (задні колеса повертаються на кут до трьох градусів) і активні 12 вольтові електромеханічні стабілізатори поперечної стійкості. Повноприводна трансмісія — з багатодисковою муфтою в приводі передньої осі і опціональним заднім диференціалом з керованим ступенем блокування. Гібридна конструкція кузова зроблена з різних сортів сталі і алюмінієвих сплавів. Кузов повинен стати легшим і жорсткішим. Автомобіль буде доступний клієнтам в базовому виконанні і в двох опціональних — позашляховому xLine і оспортивленому M Sport.
У продаж X5 G05 надійде з чотирма двигунами на вибір. Базова версія xDrive30d оснащується трилітровим 265-сильним турбодизелем. Бензинові модифікації xDrive40i і xDrive50i отримали мотори I6 3.0 (340 к.с., 450 Нм) і V8 4.4 (462 к.с., 650 Нм). Нарешті, BMW X5 M50d удостоївся дизеля 3.0 з чотирма турбокомпресорами (400 к.с., 760 Нм). Імовірно, пізніше на ринок вийдуть машини з дволітровими бензиновим (252 к.с.) і дизельним (231 к.с.) агрегатами. Чекаємо ми і BMW X5 M з V8 4.4, віддачу якого піднімуть до 523 сил і 750 ньютон-метрів. Незалежно від виконання всім автомобілям надається восьмиступінчастий «автомат».
З 2021 модельного року BMW припинила випуск X5 в комплектації xDrive50i.
BMW X5 отримав лімітовану версію Black Vermilion до 2022 модельного року. Ексклюзивна серія побудована на основі комплектації xDrive40i. Авто спеціального випуску відрізняється чорним матовим кузовом та червоною решіткою радіатора. Інтер'єр моделі також виконаний виключно в червоно-чорній кольоровій гамі.

### БМВ Х5 xDrive 45e iPerformance
7 вересня 2018 року представили гібрид BMW X5 xDrive45e iPerformance. Бензиновий агрегат розвиває 286 к.с., а електромотор додає свої 82 кВт (112 к.с.). Комбінована віддача системи складає 394 к.с. і 600 Нм. Час розгону з нуля до сотні дорівнює 5,6 с. Максималка нової моделі складає 235 км/год.
Тільки на одній електротязі кросовер X5 xDrive45e може рухатися зі швидкістю до 140 км/год. Запас ходу на одній батареї становить тепер 80 км. Витрата палива в комбінованому циклі дорівнює 2,1 л/100 км при викидах вуглекислого газу в 49 г/км.
У продажу BMW X5 xDrive45e iPerformance з'явиться в 2019 році.

### БМВ Х5 М

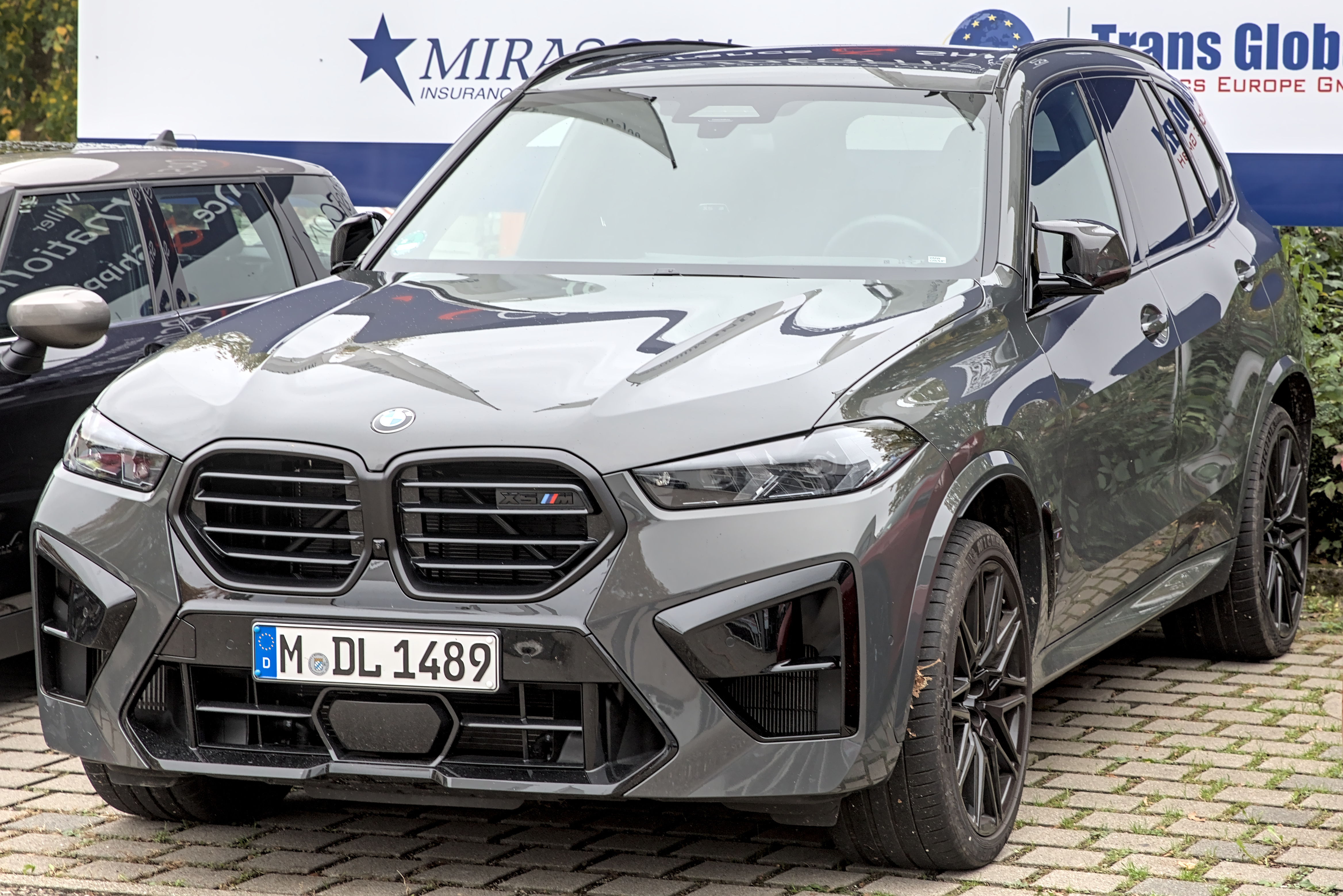
BMW X5M

Нова версія M в кузові G05 отримала двигун збільшеного об'єму в порівнянні із попередником. В топовій X5 M Competition це турбоагрегат V8 на 4,4-літри, що виробляє 617 к.с. потужності та 750 Нм крутного моменту. Топова версія X5 M набирає розгін до 100 км/год за 3,7 с.

### Двигуни
Бензинові:
- xDrive40i 3.0 л B58 I6 turbo 340 к.с. 450 Нм
- xDrive50i 4.4 л N63 V8 twin turbo 462 к.с. 650 Нм
- X5 M50i 4.4 л N63 V8 twin turbo 530 к.с. 750 Нм
- X5 M 4.4 л S63 V8 twin turbo 600 к.с. 750 Нм
- X5 M Competition 4.4 л S63 V8 twin turbo 625 к.с. 750 Нм

Дизельні:
- xDrive30d 3.0 л B57 I6 turbo 265 к.с. 620 Нм
- M50d 3.0 л B57 I6 quad turbo 400 к.с. 760 Нм

Гібридний:
- xDrive45e 3.0 л B58 I6 turbo + електродвигун 394 к.с. 600 Нм

## Виробництво і продаж
| Рік     | Всього вироблено | Всього продано в Європі | Всього продано в США |
| ------- | ---------------- | ----------------------- | -------------------- |
| 1999    |                  | 73                      | 1,312                |
| 2000    | 38,282           | 8,036                   | 26,720               |
| 2001    | 82,645           | 26,950                  | 40,622               |
| 2002    | 54,555           | 38,650                  | 42,742               |
| 2003    | 105,554          | 42,457                  | 40,715               |
| 2004    | 104,988          | 50,736                  | 35,225               |
| 2005    | 101,537          | 45,347                  | 37,598               |
| 2006    | 75,321           | 29,774                  | 26,798               |
| 2007    | 120,617          | 50,782                  | 35,202               |
| 2008    | 116,489          | 49,453                  | 31,858               |
| 2009    | 88,851           | 32,886                  | 27,071               |
| 2010    | 102,178          | 29,224                  | 35,776               |
| 2011    | 104,827          | 26,625                  | 40,547               |
| 2012    | 198,544          | 21,300                  | 44,445               |
| 2013    | 107,231          | 16,643                  | 39,818               |
| 2014    | 147,381          | 38,229                  | 47,031               |
| 2015    | 168,143          | 38,230                  | 54,997               |
| 2016    | 166,219          | 37,097                  | 47,641               |
| 2017    | 180,905          | 34,641                  | 50,815               |
| 2018    | 155,575          | 30,590                  | 45,013               |
| Всього: | 2,219,842        | 647,723                 | 751,946              |